# Света Варвара (Пендалофос)
„Света Варвара“ (на гръцки: Αγίας Βαρβάρας Πενταλόφου) е православна църква в село Пендалофос (Жупан), Егейска Македония, Гърция, част от Сисанийската и Сятищка епархия.
Църквата е построена през 1867 година в Долната махала на селото върху стара църква. Входът на храма с резбовани колони и каменни релефи на херувими е прекрасен пример за възрожденско изкуство. Според традицията, през лятото на 1777 година, в двора на храма Козма Етолийски, препоръчва на селяните „когато дойде злото да напуснат домовете си и да се отправят към Румани“ и им показва мястото на параклиса „Христос Спасител“, нещо което жителите на селото правят по време на германската окупация.